# 大阪弁 (前田勇)
『大阪弁』（おおさかべん）とは、前田勇が大阪弁の特性について述べた著書である。1961年2月に朝日新聞社から『大阪弁入門』として刊行されたものを、1977年2月に朝日選書として改題・再刊したものである。なお前田は1972年に死没している。

## 概要
前田は昭和の大阪弁研究の第一人者であり、大阪弁や近世上方語に関する著書や論文を数多く著している。前田は以前にも朝日新聞社から大阪弁の著書を出しており（『大阪弁の研究』1949年8月発刊）、本書はその反省点を踏まえた上で、新たな研究成果を加え、現代大阪弁の根本的特性がどういう所にあるかということに焦点をしぼったものとなっている。『大阪弁の研究』と同様に、本書は単なる学術書ではなく、読み物としての面白さも狙って執筆された。そのため、近世以降の大阪弁資料の比較・引用や言語学的な内容を盛り込みつつ、全体を通して蘊蓄を交えた主観的で平易な調子の文章で綴られている。

## 内容
- 大阪弁の素描 - 東京弁や京都弁との比較や、近代以降の大阪弁の変化について述べる。
- 録音逆聴 - 大阪弁の様々な音声現象を取り上げる。
- 歯抜けの現象 - 大阪弁で助詞がよく省略されることについて述べる。
- 道草を食う表現 - 大阪弁では「悪い」よりも「ええことあれへん」、「行けば」よりも「行ったら」など、「迂回的表現」が好まれると指摘する。
- 積極的な想像力 - 大阪弁では可能・不可能を表すのに状況可能と能力可能の2種類の使い分けがあると指摘する。
- 命令の四角関係 - 大阪弁では命令・禁止の表現形式が東京よりも発達していると指摘する。
- 京へ筑紫に坂東さ - 助詞「へ」と「に」の大阪弁での使い分けについて述べる。
- 語尾の表情 - 大阪弁の様々な文末詞を取り上げ、その意味の違いについて述べる。
- 「大寒、小寒」の故郷 - 大阪弁では形容詞の語幹用法が多用されることについて述べる。
- 上品にいいたい女ごころ - 大阪弁の敬語を取り上げ、女性層で過度に丁寧な物言いが好まれることを指摘する。
- あくたいぐち - 接頭語「ど」の意味の変化と、「けつかる」「こます」など大阪弁の卑語について述べる。
- 現代文学の大阪弁 - 大阪弁が登場する現代文学を二編取り上げ、大阪弁らしくない点を指摘する。
- 大阪のしゃれ言葉 - 大阪弁の様々なシャレを利かせた表現を取り上げる。
- 大阪弁を見直したい - 徳川宗賢による解説。

## 書誌情報
- 前田勇『大阪弁』朝日新聞社 朝日選書80、1977年、ISBN 4-02-259180-3。
  - 現在ではオンデマンド版も発行されている。ISBN 4-925219-65-0。